# جاكلين جابلونسكي
جاكلين جابلونسكي (بالإنجليزية: Jacquelyn Jablonski)‏ (ولدت في 4 أبريل 1991) عارضة أزياء أمريكية ولدت في نيو جيرسي، بالولايات المتحدة.

## روابط خارجية
- جاكلين جابلونسكي على موقع IMDb (الإنجليزية)
- جاكلين جابلونسكي على موقع قاعدة بيانات الفيلم (الإنجليزية)
- جاكلين جابلونسكي على موقع دليل عارضات الأزياء (الإنجليزية)
- JLJablonskiعلى تويتر.